# Litsea umbellata
Litsea umbellata är en lagerväxtart som först beskrevs av João de Loureiro, och fick sitt nu gällande namn av Elmer Drew Merrill. Litsea umbellata ingår i släktet Litsea och familjen lagerväxter. Utöver nominatformen finns också underarten L. u. fuscotomentosa.